# Mistrzostwa Polski Seniorów w Lekkoatletyce 1948
24. Mistrzostwa Polski Seniorów w Lekkoatletyce – zawody sportowe, które rozgrywane były w dniach 10–11 lipca 1948 roku w Poznaniu na Stadionie WOS (konkurencje męskie) i w Bydgoszczy na Stadionie Miejskim (konkurencje kobiece).

## Rezultaty
| NR – rekord Polski \| SB – najlepszy wynik w sezonie \| PB – rekord życiowy |

### Mężczyźni
| Konkurencja:                  | 1. miejsce                                                                | Rezultat | 2. miejsce                                                                                       | Rezultat | 3. miejsce                                                                       | Rezultat |
| Bieg na 100 m                 | Zdobysław Stawczyk AZS Poznań                                             | 11,1     | Emil Kiszka Lignoza Krywałd                                                                      | 11,2     | Józef Rutkowski AZS Poznań                                                       | 11,2     |
| Bieg na 200 m                 | Bogdan Lipski AZS Toruń                                                   | 22,4     | Zdobysław Stawczyk AZS Poznań                                                                    | 23,1     | Roman Sienicki Pancerni Poznań                                                   | 23,1     |
| Bieg na 400 m                 | Gerard Mach Lechia Gdańsk                                                 | 52,0     | Leon Statkiewicz Syrena Warszawa                                                                 | 52,7     | Zygmunt Buhl AZS Szczecin                                                        |          |
| Bieg na 800 m                 | Leon Statkiewicz Syrena Warszawa                                          | 1:58,7   | Tadeusz Wideł Cracovia                                                                           | 1:59,1   | Mieczysław Nowak Gedania Gdańsk                                                  | 1:59,8   |
| Bieg na 1500 m                | Stefan Widerski Wisła Kraków                                              | 4:18,9   | Tadeusz Kwapień Wisła Kraków                                                                     | 4:19,3   | Zbigniew Boczar Wisła Kraków                                                     |          |
| Bieg na 5000 m                | Jan Kielas Zryw Gdańsk                                                    | 15:46,9  | Stanisław Boniecki Zryw Gdańsk                                                                   | 15:47,1  | Tadeusz Kwapień Wisła Kraków                                                     | 15:48,0  |
| Bieg na 10 000 m              | Jan Kielas Zryw Gdańsk                                                    | 33:15,2  | Alfons Płotkowiak Drukarz Poznań                                                                 | 33:34,8  | Edward Więcek Wisła Kraków                                                       |          |
| Bieg na 110 m przez płotki    | Jan Skałbania AZS Poznań                                                  | 16,9     | Grzegorz Dunecki Pomorzanin Toruń                                                                | 17,1     | Jerzy Dręgiewicz Cracovia                                                        |          |
| Bieg na 400 m przez płotki    | Włodzimierz Puzio Cracovia                                                | 58,7     | Wacław Gąssowski AZS Toruń                                                                       | 59,1     | Franciszek Rzeźniczek Zgoda Świętochłowice                                       | 1:02,6   |
| Bieg na 3000 m z przeszkodami | Stanisław Boniecki Zryw Gdańsk                                            | 10:01,2  | Andrzej Biernat Wisła Kraków                                                                     | 10:07,0  | Tadeusz Świniarski Zryw Gdańsk                                                   | 10:14,2  |
| Sztafeta 4 × 100 m            | AZS Poznań Zdobysław Stawczyk Cyryl Adamski Jan Skałbania Józef Rutkowski | 45,7     | Syrena Warszawa Jan Bukowski Bogusław Kaufman Jan Łopuszyński Witold Gerutto                     | 45,8     | AZS Szczecin Mieczysław Kałuża Edward Żujewicz Bolesław Pachół Zygmunt Buhl      | 46,1     |
| Sztafeta 4 × 400 m            | AZS Toruń Jerzy Grzanka Jerzy Rutkowski Wacław Gąssowski Bogdan Lipski    | 3:33,8   | Zgoda Świętochłowice Jerzy Girtler-Gawęda Zbigniew Iwański Alfred Krawczyk Franciszek Rzeźniczek | 3:35,1   | Syrena Warszawa Bogusław Kaufman Jan Łopuszyński Jerzy Mirowski Leon Statkiewicz | 3:36,0   |
| Skok wzwyż                    | Romuald Paprocki Warta Poznań                                             | 1,75     | Jerzy Zwoliński Syrena Warszawa                                                                  | 1,75     | Jerzy Dręgiewicz Cracovia                                                        | 1,70     |
| Skok o tyczce                 | Antoni Morończyk Syrena Warszawa                                          | 3,75     | Walerian Mucha Brynica Czeladź                                                                   | 3,50     | Marian Małecki Społem Wrocław                                                    | 3,50     |
| Skok w dal                    | Emil Kiszka Lignoza Krywałd                                               | 6,83     | Tadeusz Pawłowski DKS Łódź                                                                       | 6,75     | Karol Hoffmann AZS Poznań                                                        | 6,62     |
| Trójskok                      | Karol Hoffmann AZS Poznań                                                 | 13,84    | Zygfryd Weinberg HKS Bydgoszcz                                                                   | 13,36    | Tadeusz Krzyżanowski Zryw Gdańsk                                                 | 13,23    |
| Pchnięcie kulą                | Mieczysław Łomowski Lechia Gdańsk                                         | 15,44    | Witold Gerutto Syrena Warszawa                                                                   | 14,18    | Henryk Praski Zjednoczenie Zabrze                                                | 13,91    |
| Rzut dyskiem                  | Mieczysław Łomowski Lechia Gdańsk                                         | 44,35    | Witold Gerutto Syrena Warszawa                                                                   | 43,81    | Karol Hoffmann AZS Poznań                                                        | 40,985   |
| Rzut młotem                   | Bogdan Masłowski HKS Bydgoszcz                                            | 47,88    | Alojzy Więckowski Brda Bydgoszcz                                                                 | 40,03    | Stefan Sobecki Pomorzanin Toruń                                                  | 39,03    |
| Rzut oszczepem                | Witold Gerutto Syrena Warszawa                                            | 52,90    | Antoni Nowak Warta Poznań                                                                        | 49,54    | Medard Gburczyk Syrena Warszawa                                                  | 48,77    |

### Kobiety
| Konkurencja:              | 1. miejsce                                                                          | Rezultat  | 2. miejsce                                                                     | Rezultat | 3. miejsce                                    | Rezultat |
| Bieg na 60 m              | Irena Hejducka Pogoń Katowice                                                       | 7,9       | Aniela Mitan Legia Kraków                                                      | 7,9      | Maria Brocek Gedania Gdańsk                   | 8,1      |
| Bieg na 100 m             | Mieczysława Moder AZS Łódź                                                          | 13,2      | Irena Hejducka Pogoń Katowice                                                  | 13,2     | Maria Brocek Gedania Gdańsk                   | 13,3     |
| Bieg na 200 m             | Jadwiga Słomczewska DKS Łódź                                                        | 27,2      | Gertruda Gębolis OMTUR Katowice                                                | 27,3     | Maria Brocek Gedania Gdańsk                   | 27,9     |
| Bieg na 800 m             | Genowefa Cieślik Lechia Poznań                                                      | 2:29,8 SB | Stefania Bulge HKS Kraków                                                      | 2:33,5   | Anna Bulge HKS Kraków                         | 2:35,0   |
| Bieg na 80 m przez płotki | Aniela Mitan Legia Kraków                                                           | 12,9      | Leokadia Penners Gedania Gdańsk                                                | 13,5     | Janina Gościniak HKS Bydgoszcz                | 13,5     |
| Sztafeta 4 × 100 m        | Pogoń Katowice Irena Hejducka Michalina Piwowar Małgorzata Paździor Sonia Wieczorek | 54,0      | Gedania Gdańsk Leokadia Penners Gabriela Hećko Maria Brocek Wanda Przestępska  | 54,4     | Wisła Kraków Wanda Wolańska Janina Legutko ?? | 55,1     |
| Sztafeta 4 × 200 m        | Pogoń Katowice Irena Hejducka Czarnik Michalina Piwowar Małgorzata Paździor         | 1:56,3    | Gedania Gdańsk Gabriela Hećko Marta Abakanowicz Wanda Przestępska Maria Brocek | 1:59,0   | Wisła Kraków ?? Wanda Wolańska Janina Legutko | 2:00,1   |
| Skok wzwyż                | Leokadia Penners Gedania Gdańsk                                                     | 1,35      | Wanda Panek Zgoda Świętochłowice                                               | 1,35     | Danuta Ronczewska Czarni Wrocław              | 1,35     |
| Skok w dal                | Mieczysława Moder AZS Łódź                                                          | 5,12      | Henryka Nowak DKS Łódź                                                         | 4,96     | Gertruda Gębolis OMTUR Katowice               | 4,96     |
| Pchnięcie kulą            | Wanda Flakowicz Społem Wrocław                                                      | 11,67     | Magdalena Breguła Pogoń Katowice                                               | 11,21    | Jadwiga Wajs-Marcinkiewicz DKS Łódź           | 10,89    |
| Rzut dyskiem              | Jadwiga Wajs-Marcinkiewicz DKS Łódź                                                 | 39,81     | Irena Dobrzańska ZZK Warszawa                                                  | 37,02    | Jadwiga Konik HKS Kraków                      | 36,88    |
| Rzut oszczepem            | Melania Sinoracka Pomorzanin Toruń                                                  | 37,96     | Helena Stachowicz Legia Kraków                                                 | 37,01    | Jadwiga Brześniowska ZZK Poznań               | 32,75    |

## Biegi przełajowe
20. mistrzostwa Polski w biegach przełajowych rozegrano 25 kwietnia w Olsztynie (kobiety) i 9 maja w Lublinie (mężczyźni). Kobiety rywalizowały na dystansie 1 kilometra, a mężczyźni na 7 km.

### Mężczyźni
| Konkurencja:           | 1. miejsce             | Rezultat | 2. miejsce                          | Rezultat | 3. miejsce                   | Rezultat |
| Bieg przełajowy (7 km) | Jan Kielas Zryw Gdańsk | 26:40,2  | Napoleon Dzwonkowski Zryw Włocławek | 27:19,2  | Andrzej Biernat Wisła Kraków | 27:28,8  |

### Kobiety
| Konkurencja:           | 1. miejsce                          | Rezultat | 2. miejsce                 | Rezultat | 3. miejsce                           | Rezultat |
| Bieg przełajowy (1 km) | Genowefa Cieślik Odzieżowiec Poznań | 3:58,8   | Maria Borowska HKS Olsztyn | 4:24,5   | Janina Bierżańska Pocztowiec Olsztyn | 4:40,8   |

## Wieloboje
Mistrzostwa w pięcioboju kobiet zostały rozegrane 9 października we Wrocławiu, a w dziesięcioboju mężczyzn 23 i 24 października, również we Wrocławiu. Z powodu braku zgłoszeń nie rozegrano mistrzostw w pięcioboju mężczyzn, które były planowane na 10 października w Kielcach.

### Mężczyźni
| Konkurencja:  | 1. miejsce             | Rezultat  | 2. miejsce                   | Rezultat  | 3. miejsce                   | Rezultat  |
| Dziesięciobój | Lech Nowak AZS Wrocław | 5269 pkt. | Edward Schwarzer AZS Wrocław | 4365 pkt. | Stanisław Osika AZS Warszawa | 4127 pkt. |

### Kobiety
| Konkurencja: | 1. miejsce                          | Rezultat  | 2. miejsce                       | Rezultat    | 3. miejsce                      | Rezultat  |
| Pięciobój    | Genowefa Cieślik Odzieżowiec Poznań | 2515 pkt. | Danuta Ronczewska Czarni Wrocław | 2449,5 pkt. | Jadwiga Brześniowska ZZK Poznań | 2439 pkt. |

## Bieg maratoński
Mistrzostwa Polski w biegu maratońskim mężczyzn rozegrano 10 października w Kielcach.
| Konkurencja:    | 1. miejsce                   | Rezultat     | 2. miejsce                 | Rezultat  | 3. miejsce                      | Rezultat  |
| Bieg maratoński | Winand Osiński HKS Bydgoszcz | 2:50:04,6 SB | Antoni Więcek Wisła Kraków | 2:53:06,0 | Zygmunt Ruszlewski SKS Warszawa | 2:55:03,0 |